# جورج كارولي رادا
جورج كارولي رادا (بالإنجليزية: George Charles Radda)‏‏ (ولدَ في 9 يونيو 1936) زميل الجمعية الملكية، هو كيميائي مجري، درسَ الكيمياء عام 1957 في كلية ميرتون، أكسفورد.
حصل على ميدالية بوكانان عام 1987، وذلك لتطويره التنظير الطيفي بالرنين المغناطيسي النووي عالي الدقة، لدراسة علم الطاقة الخلوية والإنزيمات الخلوية وللتشخيص الطبي، وأيضًا للأفكار والتطورات التي اكتُسبت منه.